# Ферідун Тонкабоні
Феріду́н Танкабо́ні (перс. فریدون تنکابنی; ім'я читається також Ферейдун; 10 вересня 1937 — 28 вересня 2024) — іранський письменник-сатирик.

## З життєпису
Ферідун Танкабоні народився в 1937 році в інтелігентній родині в Тегерані. Його батько був учителем середньої школи, згодом директором школи, а мати — вчителькою.
Навчався на літературному факультеті Тегеранського університету, паралельно працюючи учителем перської мови та літератури. Завершив навчання у 1959 році.
Почав друкуватися у 1960-х роках, перше опубліковане оповідання «Людина в клітці» мало романтичне забарвлення. Починаючи від 1968 року випустив низку збірок оповідань. Вважався одним із провідних іранських письменників.
У 1970-ті працював у Міністерстві освіти.
Активно співробітничав з іранськими літературними виданнями, і його твори стали помітно більш сатиричними.
Танкабоні був членом Спілки письменників Ірану, захищаючи свободу слова, деякий час входив до її ради директорів.
Після революції (1978/9) він був активним членом «Ради письменників і художників Ірану», яка вважалася однією з афілійованих установ Народної партії Ірану.
У 1979 році рада директорів Спілки іранських письменників, до складу якої входили: Бакер Пархам, Ахмад Шамлу, Мохсен Ялфані, Голамхосейн Саеді та Ісмаїл Хой, вирішила виключити Ферідуна Танкабоні, Бехазіна, Сіаваша Касрая, Хушанга Ебтахаджа та Бруманда.
За свою гостру критичну спрямованість творів зазнав переслідувань.
У 1983 році, коли уряд Ісламської Республіки здійснив атаку з метою арешту членів і прихильників партії, Танкабоні був вимушений втекти з країни. Він пройшов важкий шлях до Західної Німеччини і вже багато років живе в Кельні. Він продовжив свою літературну діяльність за кордоном, публікуючись у різних виданнях та видаючи окремі книги.

## З творчості
Ферідун Тонкабоні був популярним автором сатири. Серед 18 книг, які він опублікував, особливо відомими стали «Мемуари метушливого міста», «Зірки темної ночі» та «Сум бути чужим».
У своїх творах Тонкабоні більше зосереджувався на соціальній критиці та безнадійному житті вчителів і робітників.
Вибрана бібліографія
- مردی در قفس
- راه رفتن روی ریل
- ستاره‌های شب تیره
- یادداشت‌های شهر شلوغ
- پول تنها ارزش و معیار ارزش‌ها
- اندوه سترون بودن
- اندیشه و کلیشه
- اسیر خاک
- پیادهٔ شطرنج
- سفر به بیست و دو سالگی
- میان دو سفر
- چهارشنبه‌ها
- جمهوری عوضی اسلامی[4]
- چای و گپ و سیاست

## Джерело
- Ферідун Тонкабоні на www.livelib.ru (рос.)